# Deliver At All Costs
Deliver At All Costs es un videojuego de acción y aventuras con enfoque narrativo y física realista, desarrollado por Far Out Games y publicado por Konami Digital Entertainment en 2025. El título se caracteriza por contar con entornos completamente destructibles. Fue anunciado en septiembre de 2024 y lanzado el 22 de mayo de 2025 para PlayStation 5, Windows y Xbox Series X/S. Tras su lanzamiento, recibió críticas mixtas por parte de la prensa especializada.

## Jugabilidad
Deliver At All Costs es un videojuego de acción y aventura para un solo jugador. Se juega desde una perspectiva en tercera persona con gráficos isométricos. La historia se desarrolla en tres ciudades ficticias de Estados Unidos: St. Monique, Shellington Falls y New Reed. Aunque la narrativa es mayormente lineal y las ciudades solo pueden desbloquearse avanzando en la historia, cada una de ellas tiene un diseño de mundo abierto. Incluyen misiones secundarias que van desde personajes que piden ayuda o plantean desafíos, hasta cajas destructibles que contienen dinero o materiales para fabricar objetos, además de vehículos únicos repartidos por el mapa. La mayoría de los entornos son destructibles, incluso el interior de los edificios, que pueden derrumbarse por completo, aunque hacerlo con frecuencia atraerá inevitablemente la atención de la policía. Para escapar de ellos, se puede huir y esconderse en contenedores marcados en el minimapa hasta que se cancele la persecución.
El jugador controla a Winston Green, quien puede moverse a pie (saltando obstáculos, usando escaleras o empujando cajas), o conducir la mayoría de los vehículos del juego. A diferencia de juegos como Grand Theft Auto, aquí no hay robos de autos: Winston puede arrancar cualquier vehículo al que tenga acceso, sin necesidad de explicación. Puede interactuar con otros personajes mediante conversaciones, pero la violencia física se limita a empujones. Existen formas de morir, como caer al agua o la lava, sufrir una caída desde gran altura o recibir daños severos por choques, pero el jugador siempre reaparece sin límite de vidas.
Aunque es posible conducir muchos vehículos distintos (lo cual cuenta como un bono secundario), el vehículo principal de Winston es una camioneta llamada We Deliver. Esta se modifica a lo largo del juego para adaptarse a los trabajos de entrega, facilitar misiones o brindar ventajas. Algunas mejoras, como el cabrestante o una grúa automatizada, se obtienen durante las misiones sin necesidad de materiales, mientras que otras, como las bolsas de aire externas, pinchos en las ruedas o bocinas de aire para barcos, requieren objetos específicos que pueden comprarse en tiendas o encontrarse en cofres rojos repartidos por las ciudades. Como característica pensada para evitar la frustración, existe un objeto especial de alto costo que permite revelar la ubicación de todos los cofres y cajas con dinero del juego.

## Historia

### Ambientación y personajes
Deliver At All Costs se sitúa en el año 1959, en tres ciudades ficticias de la costa oeste de los Estados Unidos: la isla tropical de St. Monique, el pueblo rural de Shellington Falls y la metrópolis de New Reed. Se presume que estas localidades se encuentran entre los estados de California  y Oregón. El protagonista del juego es Winston Green, un exingeniero de la Comisión de Energía Atómica de los Estados Unidos (AEC, por sus siglas en inglés), quien atraviesa una situación económica precaria. Tras escuchar por radio una oferta laboral que aparentemente ya debía haber sido retirada, decide presentarse en la empresa de mensajería We Deliver para comenzar una nueva etapa como repartidor. La compañía está dirigida por el optimista CEO Harald F. Gurther, su hijo escéptico Donovan, y su sobrina Alison Denver, quien cumple un rol representativo dentro de la organización. Entre otros miembros del personal se encuentran el repartidor Norman Johnson, el jefe de seguridad Gordon Viktus, el supervisor Johnny Russel, la gerente de Recursos Humanos Bertha Rover, y los empleados Hank y Sara. La historia también incorpora personajes secundarios como el almirante Armand Sterling, excolega de Winston en la AEC, y Florian Bailey, asesor legal de la familia Gurther.

### Sinopsis
Winston inicia su carrera en la sucursal de We Deliver en St. Monique, ganándose la confianza de Harald mediante servicios exitosos, aunque poco convencionales, como entregar fuegos artificiales encendidos o vender sandías podridas haciéndolas pasar por frescas. Aunque Winston se adapta con rapidez y entabla amistad con Norman, Donovan se vuelve cada vez más desconfiado al notar inconsistencias en el pasado de Winston, mientras la empresa atraviesa dificultades económicas que ponen en riesgo el empleo de Norman. Al mismo tiempo, Winston comienza a sufrir sueños y alucinaciones recurrentes con un zorro rojo, que remite a un episodio traumático de su infancia.
Tras intentar ayudar a Donovan a perjudicar a una empresa rival, Winston descubre que Norman ha sido despedido. Deprimido, se queda dormido en la sede de We Deliver y es despertado por un terremoto que sacude la isla. Con el volcán Monte Calahan en erupción, Winston intenta regresar a su apartamento, donde se encuentra con Donovan, quien ha descubierto que su verdadero nombre es Winston Booker, un ex científico de la Comisión de Energía Atómica (AEC) buscado por un incidente ocurrido en la Universidad de New Reed. Mientras Donovan se compromete a descubrir la verdad, Winston parte a rescatar a Norman y evacuar la isla, que termina destruida por la erupción.
Un año después, la empresa se traslada a Shellington Falls con nuevo personal, aunque los problemas financieros y legales persisten. Winston sigue atormentado por sus pesadillas y tiene constantes conflictos con Donovan y la nueva gerente de RR. HH., Bertha. Una noche, descubre a un agente de la AEC registrando su tráiler, sin saber que Gordon lo está vigilando. Este informa a Donovan, quien acuerda con la AEC entregar el diario personal de Winston a cambio de cooperación. Armand intenta advertir a Winston y llevarse el diario, pero es interceptado y asesinado por Gordon. Donovan utiliza el diario para convencer a Alison de que Winston no es quien dice ser.
Winston intenta en vano reunirse con Harald para confesar, pero al llegar lo encuentra muerto en su oficina, con una foto de Winston joven en la mano y documentos que prueban que Donovan planeaba destituirlo como CEO. Acusado del asesinato, Winston huye a su hogar de la infancia y desentierra un artefacto alienígena escondido: una esfera de energía. Donovan y Gordon lo localizan e intentan arrebatarle la esfera, que se activa y los teletransporta a un futuro distópico donde la AEC domina. Winston escapa de la prisión de la AEC y regresa al pasado, exiliándose en New Reed. Donovan vuelve tras dos años y utiliza la tecnología adquirida para refundar la empresa como Deliver At All Costs.
Dos años después, Winston vive como fugitivo y lidera una campaña de sabotaje contra Deliver At All Costs, recopilando información sobre la esfera y los documentos de la AEC que Donovan obtuvo. Los recortes de prensa confirman que la esfera era demasiado poderosa para ser controlada, y que provocó la desaparición del laboratorio donde Winston trabajaba. Por ello, él y Armand decidieron esconderla.
Al enterarse de que su antigua camioneta será enviada al desguace, Winston la recupera. Gordon lo persigue, pero muere cuando un puente ferroviario colapsa sobre su vehículo. Como acto final, Winston refuerza la camioneta con blindaje y se estrella contra la sede de Deliver At All Costs, irrumpiendo en la oficina de Donovan. Allí lo confronta y le revela que ambos sufren las mismas visiones. También admite que Donovan ordenó recuperar el diario, pero niega haber solicitado el asesinato de Armand. Winston recupera la esfera y obliga a Donovan a subir al vehículo. Acto seguido, se lanza por la ventana justo cuando la esfera se activa y los teletransporta antes de impactar en la calle.
En la escena poscréditos, el tribunal que juzga el caso de Winston (pese a la ausencia de ambos involucrados) es interrumpido por manifestantes en su apoyo, uno de los cuales sostiene un cartel con el mensaje: “Winston volverá”.

## Desarrollo
Deliver At All Costs es el primer videojuego desarrollado por Far Out Games, y estuvo en desarrollo durante cuatro años. El estudio tiene su sede en Gotemburgo, Suecia.

## Lanzamiento
Una demo de Deliver At All Costs estuvo disponible durante el Steam Next Fest de 2025. En su primera semana tras el lanzamiento, el juego se ofreció de forma gratuita en la Epic Games Store.

## Recepción
Deliver At All Costs recibió críticas “mixtas o promedio” por parte de la prensa especializada, según el sitio agregador de reseñas Metacritic.